# Metaphycus brasiliensis
Metaphycus brasiliensis är en stekelart som beskrevs av Compere och Annecke 1961. Metaphycus brasiliensis ingår i släktet Metaphycus och familjen sköldlussteklar. Inga underarter finns listade i Catalogue of Life.